# Bolturina
Bolturina (Vulturina en aragonés ribagorzano) es un despoblado español del municipio de Secastilla, en la comarca de la Ribagorza, provincia de Huesca, Aragón. Los terrenos son propiedad del santuario de Torreciudad. 

## Toponimia
El origen del nombre de Bolturina proviene del latín Voltorinus, vinculado al buitre ya que debía de ser un animal considerablemente abundante en la zona.

## Historia
Bolturina aparece por primera vez en los documentos como Beltorinam en el 1087, aunque también aparece posteriormente en un documento del 1458 con su castillo como centro de una disputa entre los nobles Felipe de Castro y Pedro Larraz.
La población contaba con ayuntamiento propio desde el 1834 hasta que en el 1845 pasó a integrarse en el de Secastilla. Respecto a lo judicial, el pueblo pertenecía al partido de Benabarre, mientras que en lo eclesiastico pertenecía a la diócesis de Lérida.
El pueblo quedó deshabitado y los antiguos habitantes habían ido vendiendo sus casas al patronato de Torreciudad, que terminó dinamitando gran parte de la población, menos el cementerio, iglesia y fuente, por motivos de seguridad.

## Geografía
Se encuentra a 656 m s. n. m., a 4 km de Secastilla. 

## Demografía
Se trató de una población con cierta importancia ya que en el siglo XVI contó con diecinueve fuegos, aunque alcanzó su mayor número de habitantes en el 1857 cuando llegó a tener 173 vecinos. Con el paso de los años mantuvo una población estable, teniendo unas treinta casas pobladas a lo largo del siglo XX Posteriormente en el año 1980 contaba con 58 habitantes.
| 140 | 133 | 129 | 126 | 112 | 87 | 80 | 61 | 58 | 0 | 0 |
| (Fuente: Laglera, Cristian (2021). Despoblados de Huesca. Ribagorza-Litera Tomo 1. Huesca: Editorial Pirineo.) |     |     |     |     |    |    |    |    |   |   |

## Patrimonio
- Iglesia de Santa Ana, templo gótico tardío del siglo XVI, en ruinas. Consta de una sola nave con dos capillas laterales y cabecera poligonal que antes de su derrumbe[6] contaba con una bóveda estrellada. Cuenta con una torre de tres cuerpos adosada a la que se accede por una de las capillas laterales.[4]

## Rutas
Las siguientes rutas de senderismo pasan por la localidad:
- PR-HU 75
- PR-HU 76

## Cultura

### Fiestas
- Fiestas de Santa Ana,